# TARGET (Bankwesen)
Das System TARGET (englisch Trans-European Automated Real-time Gross Settlement Express Transfer System, deutsch Transeuropäisches automatisches Echtzeit-Brutto-Express-Abwicklungssystem) ist im Bankwesen eine Infrastruktur, die für das reibungslose Funktionieren der Politik auf dem Gebiet der einheitlichen Währung unabdingbar ist. Mittels TARGET sollen die Europäische Zentralbank sowie die nationalen Zentralbanken der Euro-Zone in der Praxis ihre Währungspolitik durchführen, indem sie Liquidität in das System einbringen oder aus ihm abziehen. 

## Allgemeines
Über TARGET sollen die Geschäftsbanken auch ihre Arbitrage-Möglichkeiten zwischen den verschiedenen Finanzplätzen wahrnehmen und somit eine Angleichung der kurzfristigen Zinsen und letztendlich die Konsistenz der Währungspolitik sicherstellen. In diesem Sinne ist TARGET also vor allem ein Mittel der Währungspolitik der EURO-Zone.
TARGET wurde unter der Federführung des Europäischen Währungsinstituts eingeführt und war auch ein Interbank-Gironetz, das seit 1999 16 nationale Echtzeit-Bruttozahlungssysteme in Europa verband und im November 2007 von TARGET2 abgelöst wurde. Das nationale Bruttozahlungssystem in Deutschland war von November 2001 bis November 2007 RTGSplus (davor ELS). TARGET wurde von den europäischen Zentralbanken in erster Linie zur Durchführung der Geldpolitik der Europäischen Zentralbank entwickelt. Es stand allen Kreditinstituten zur Durchführung ihrer Geldgeschäfte in Euro zur Verfügung. Der Vorteil von TARGET lag in der schnellen Abwicklung der Überweisungen, 98 % aller Zahlungen erfolgten innerhalb von fünf Minuten.
An TARGET-Feiertagen ist das System in allen Teilnehmerstaaten geschlossen.

## Aufbau
TARGET selbst war im engeren Sinne kein eigenständiges Überweisungssystem. Man konnte keinen Überweisungsauftrag direkt an TARGET leiten. Es verband lediglich bereits vorhandene nationale Systeme. 
TARGET stellte Interlinking-Komponenten und Sicherheitskomponenten bereit, über die die nationalen Systeme untereinander kommunizieren konnten.
Über TARGET wurden hauptsächlich Individualzahlungen zwischen Banken abgewickelt. Jedoch wurde das System auch für eilige Überweisungen von Unternehmen und in seltenen Fällen auch von Privatleuten genutzt; die Banken konnten darüber selbst entscheiden. Am Ende jedes Tages erfolgte eine Tagesendabstimmung über die EZB. 
Die Kommunikation zwischen den nationalen Systemen erfolgte dabei hauptsächlich über das SWIFT-Netzwerk.

## Teilnehmer
| Staat        | Summe   |
| ------------ | ------- |
| Spanien      | 23,640  |
| Italien      | 22,856  |
| Frankreich   | 10,684  |
| Niederlande  | 9,931   |
| Deutschland  | 5,399   |
| Luxemburg    | 5,327   |
| Finnland     | 1,157   |
| Gesamt       | 78,994  |
| Irland       | −2,545  |
| Portugal     | −6,626  |
| Griechenland | −8,184  |
| Österreich   | −21,160 |
| Belgien      | −45,269 |
| Gesamt       | −83,784 |

Teilnehmer waren (Stand: November 2006) die EU15-Staaten, die EZB sowie Polen, Slowenien und Estland. Dabei waren das polnische System (Sorbnet Euro) und das estnische System nicht direkt angebunden, sondern über das italienische New BIREL. Slowenien hatte auf die Entwicklung eines eigenen Systems verzichtet. Rund 20 slowenische Banken und die slowenische Zentralbank waren direkt an das deutsche RTGSplus angeschlossen und wickelten darüber ihren Zahlungsverkehr in Euro ab. Insgesamt konnte man über das TARGET-System und die angeschlossenen nationalen Systeme ca. 40.000 Kreditinstitute in ganz Europa direkt oder indirekt erreichen.
Eine Überweisung über TARGET kostete die angeschlossene Bank rund 1 Euro. Über das TARGET-System wurden durchschnittlich pro Tag 300.000 Verrechnungen mit einem Gesamtvolumen von ca. 2 Billionen Euro vorgenommen.

## Geschichte
Die Zahlungsverkehrsfachleute aller EU-Zentralbanken und des Europäischen Währungsinstituts (EWI) arbeiteten bereits seit 1995 an TARGET. Eine Test- und Simulationsphase von 18 Monaten wurde im Juni 1997 eingeleitet und TARGET war am ersten Geschäftstag von Stufe 3 der Wirtschafts- und Währungsunion, d. h. am 4. Januar 1999, voll einsatzbereit.

## TARGET-Feiertage
Neben den Samstagen und Sonntagen ist das TARGET-System an europaweiten Feiertagen in allen Teilnehmerstaaten geschlossen:
- Neujahr (1. Januar)
- Karfreitag
- Ostermontag – jeweils der gregorianische Termin, nicht der etwa im überwiegend orthodoxen Griechenland geltende julianische –
- Tag der Arbeit (1. Mai)
- Erster und Zweiter Weihnachtsfeiertag (25. und 26. Dezember)

## TARGET-Salden und ihre Interpretation
Im Verlauf der europäischen Finanz- und Schuldenkrise beginnend im Jahr 2007 stiegen sowohl positive wie auch negative Salden der TARGET-Teilnehmer stark an. Eine Erklärung, wie TARGET-Salden entstehen und wie sie interpretiert werden können, findet sich unter dem Eintrag zu TARGET2.